# Von Wagner
Calvin Bloom (Osseo, 30 de junho de 1994) é um lutador profissional americano e ex-jogador de futebol americano universitário. Atualmente, ele assinou contrato com a WWE, onde atua na marca NXT sob o nome de ringue Von Wagner. Um lutador profissional de segunda geração, Bloom é filho de Wayne Bloom (que lutou como Beau Beverly pela World Wrestling Federation (WWF) no início dos anos 1990).

## Infância e adolescência
Cal Bloom nasceu, filho de Wayne e Yvonne Bloom, em 1994, em Osseo, Minnesota. Ele se formou na Escola Secundária Osseo em 2012. Bloom era uma estrela de três esportes, jogando basquete, beisebol e futebol americano, ganhando três cartas em cada.

## Carreira no futebol
Depois de terminar o ensino médio, Bloom jogou futebol na Universidade da Flórida Central (UCF). Ele jogou como tight end para os UCF Knights de 2012–2016.

## Carreira na luta livre profissional

### Treinamento
Bloom era um lutador profissional de segunda geração. Seu pai, Wayne Bloom, lutou durante o final da década de 1980 e na década de 1990 em grandes promoções, incluindo a World Championship Wrestling (WCW) e a World Wrestling Federation (agora WWE). Bloom passou por treinamento inicial com veteranos do luta profissional, incluindo seu pai Wayne, Ken Kennedy e Brad Rheingans.

### WWE (2019–presente)
Em março de 2019, foi anunciado que Bloom foi um dos três recrutas recentemente contratados pela WWE. Os outros incluíam Stokely Hathaway e Robert Strauss. Durante o mesmo mês, Bloom passou por treinamento adicional no WWE Performance Center. Ele fez sua estreia no ringue em 3 de maio de 2019 em um house show, juntando-se ao colega recruta Denzel Dejournette em uma luta de duplas perdida para Dan Matha e Riddick Moss. Na semana seguinte, durante um show doméstico em 10 de maio, Bloom lutou sua segunda partida ao lado de Nick Comoroto, na derrota para o time 3.0. No mês seguinte, Bloom lutou sua terceira luta durante um house show em 15 de junho, juntando-se a Brennan Williams e Isaiah Scott para derrotar o time 3.0 e Cezar Bononi.
No episódio de 14 de setembro de 2021 do NXT, ele fez sua estreia na televisão com o novo nome de ringue "Von Wagner". Ele substituiu Kyle O'Reilly, que havia sido atacado anteriormente por Pete Dunne e Ridge Holland em uma luta fatal four way pelo vago Campeonato do NXT contra LA Knight, Pete Dunne e Tommaso Ciampa, na qual ele perdeu. No episódio de 30 de novembro do NXT, Wagner se juntou a Kyle O'Reilly vencendo uma luta de desafiante número um após derrotar Legado del Fantasma (Raul Mendoza e Joaquin Wilde). No WarGames, Wagner e O'Reilly desafiaram Imperium (Marcel Barthel e Fabian Aichner) pelo Campeonato de Duplas do NXT, mas não conseguiram conquistar os títulos. Enfurecido, Wagner tentou atacar O'Reilly por trás, mas falhou e foi atacado. Isso levou a uma luta em uma jaula de aço entre os dois no episódio de 7 de dezembro do NXT, que Wagner venceu. Mais tarde, Wagner ganhou o Mr. Stone como gerente. Depois de uma rivalidade com Bron Breakker em agosto de 2023, Wagner e Stone viraram heróis, logo após o próprio Breakker virar vilão. No episódio de 5 de setembro de 2023 do NXT, Breakker (kayfabe) feriu Wagner com um ataque nos degraus de aço.[carece de fontes?]

## Vida pessoal
Bloom é filho do ex-lutador profissional Wayne Bloom.